# Cololejeunea calcarea
Cololejeunea calcarea là một loài Rêu trong họ Lejeuneaceae. Loài này được (Lib.) Stephani mô tả khoa học đầu tiên năm 1890.

## Hình ảnh

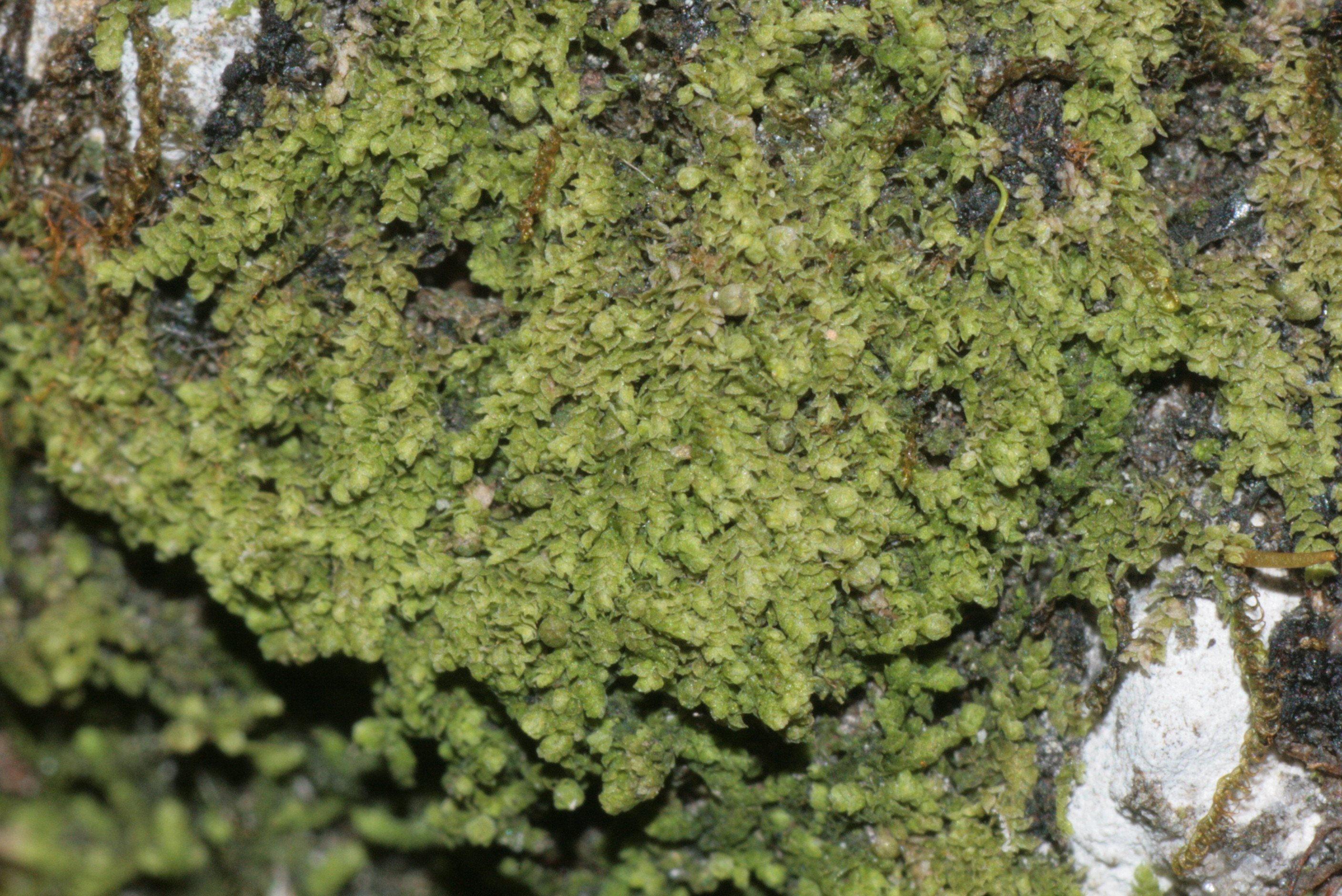
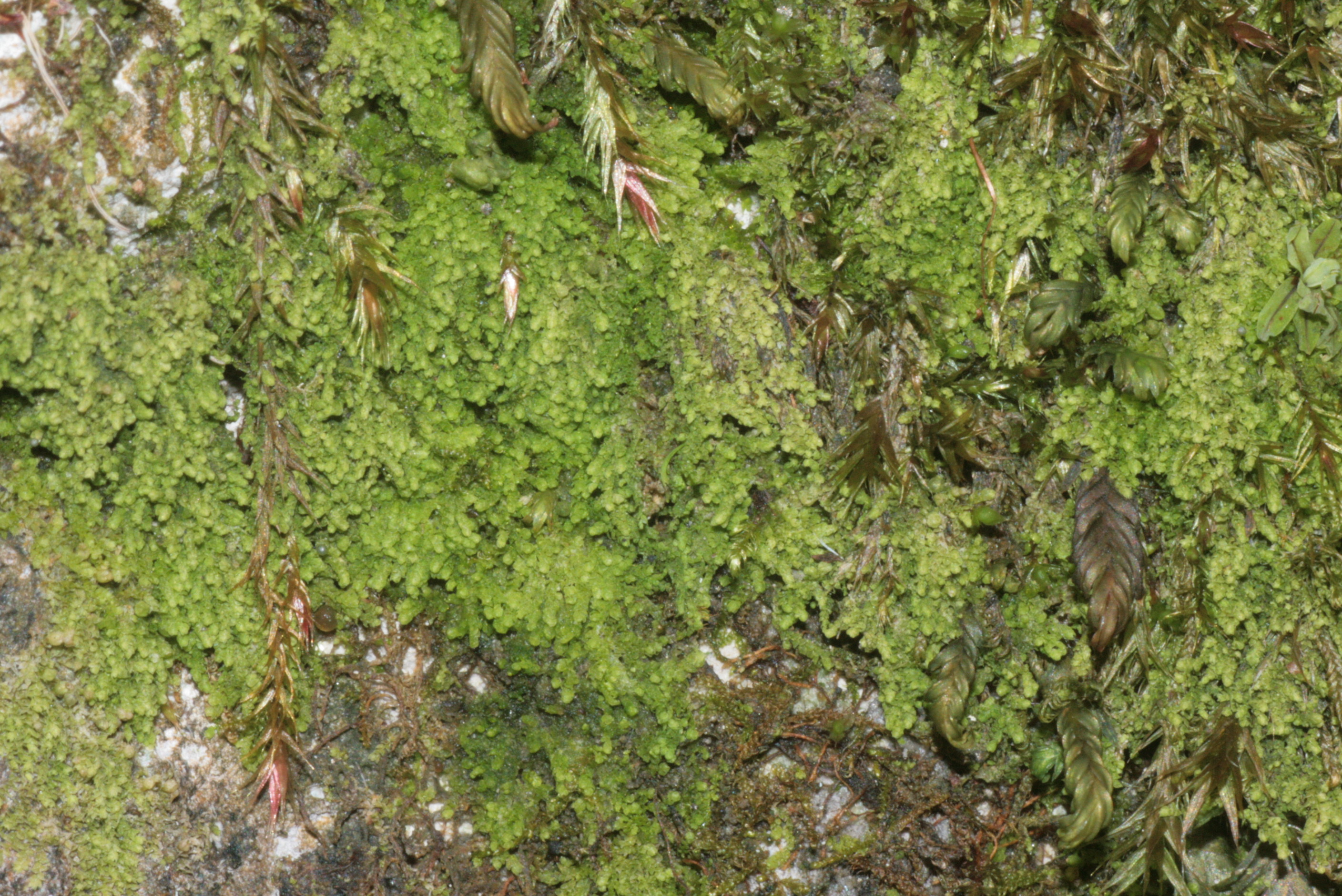
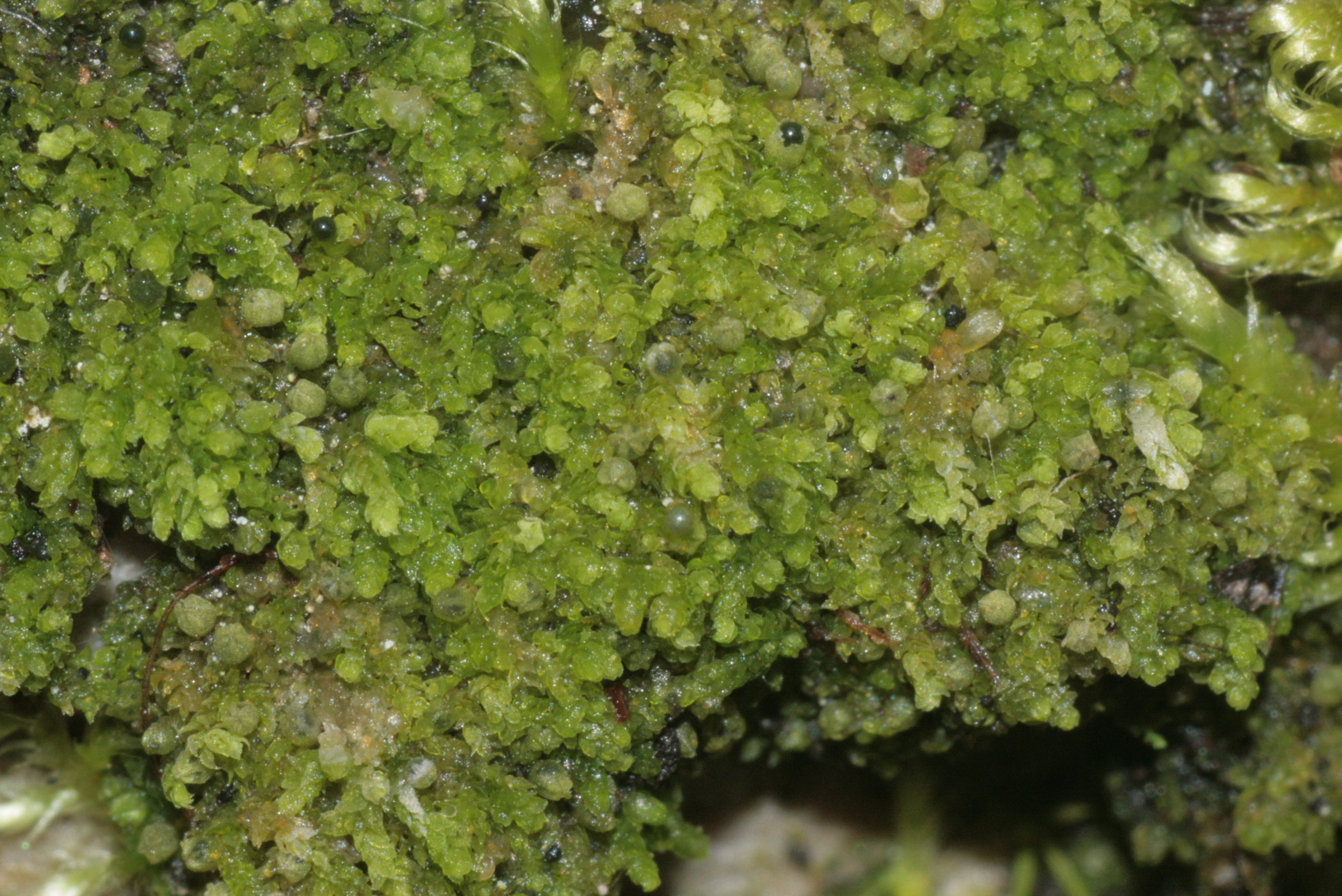
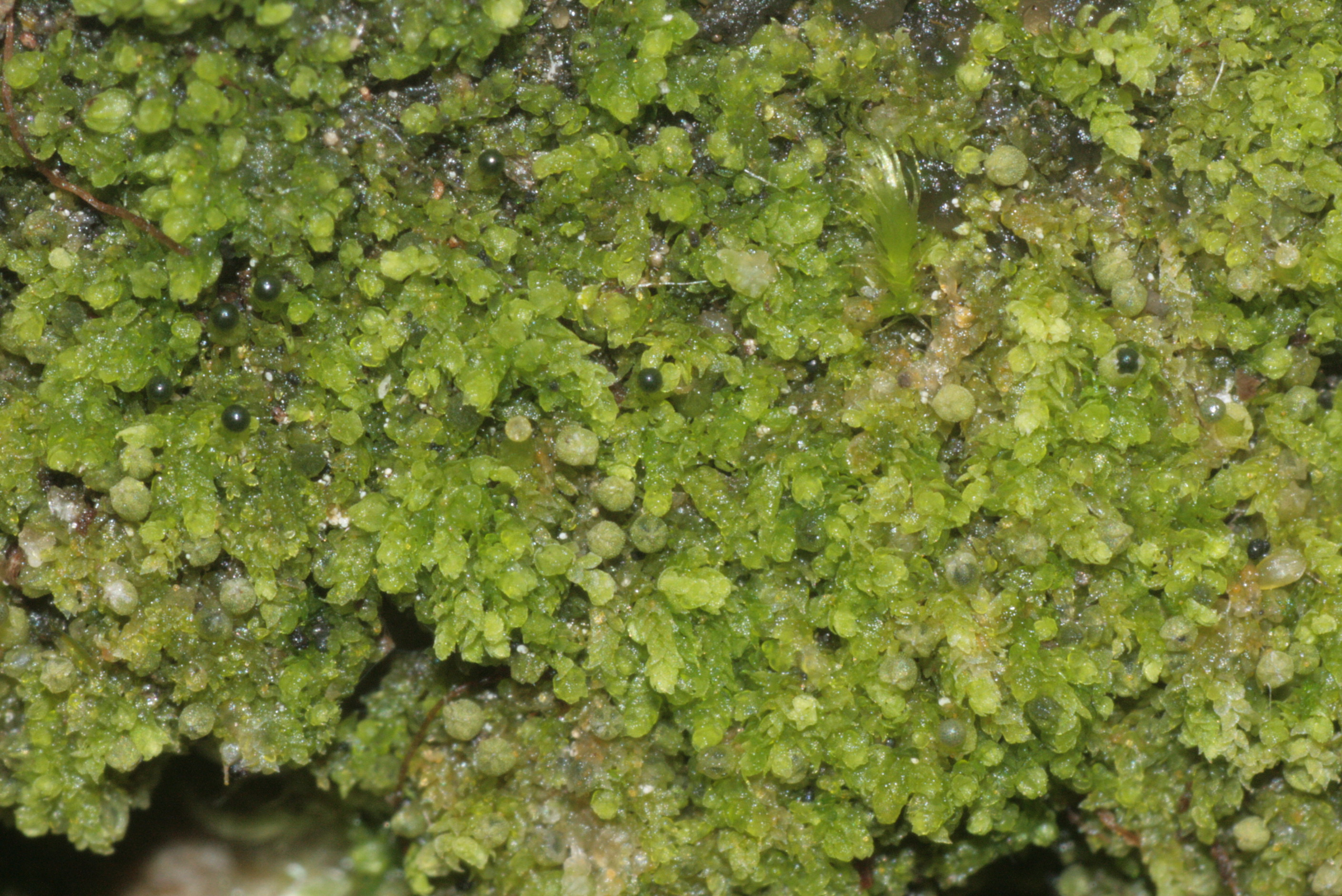